# Lista över världsarv i Afrika
Detta är en lista över världsarven i Afrika. I juni  2011 fanns det 133 världsarv i Afrika, varav 85 kulturarv, 43 naturarv och 5 kultur- och naturarv. Afrikas världsarv motsvarade då 13,5 % av det totala antalet i världen.
| K | Kulturarv            |
| N | Naturarv             |
| X | Kultur- och naturarv |

## Algeriet[3]
| År   | Typ | Namn                    |
| ---- | --- | ----------------------- |
| 1980 | K   | Al Qal'a av Beni Hammad |
| 1982 | K   | Djémila                 |
| 1982 | K   | M'Zab-dalen             |
| 1982 | X   | Tassili n'Ajjer         |
| 1982 | K   | Tipasa                  |
| 1982 | K   | Timgad                  |
| 1992 | K   | Algers kasbah           |

## Benin[4]
| År   | Typ | Namn                          |
| ---- | --- | ----------------------------- |
| 1985 | K   | De kungliga palatsen i Abomey |

## Botswana[5]
| År   | Typ | Namn    |
| ---- | --- | ------- |
| 2001 | K   | Tsodilo |

## Burkina Faso[6]
| År   | Typ | Namn     |
| ---- | --- | -------- |
| 2009 | K   | Loropéni |

## Centralafrikanska republiken[7]
| År   | Typ | Namn                                  |
| ---- | --- | ------------------------------------- |
| 1988 | N   | Manovo-Gounda St. Floris nationalpark |

## Kongo-Kinshasa[8]
| År   | Typ | Namn                      |
| ---- | --- | ------------------------- |
| 1979 | N   | Virunga nationalpark      |
| 1980 | N   | Garamba nationalpark      |
| 1980 | N   | Kahuzi-Biega nationalpark |
| 1984 | N   | Salonga nationalpark      |
| 1996 | N   | Okapi viltreservat        |

## Egypten[9]
| År   | Guvernement       | Typ | Namn                                                            |
| ---- | ----------------- | --- | --------------------------------------------------------------- |
| 1979 | Alexandria        | K   | Abu Mena                                                        |
| 1979 | Kairo             | K   | Historiska Kairo                                                |
| 1979 | Giza              | K   | Memfis och dess nekropol – pyramidfälten från Giza till Dahshur |
| 1979 | Assuan            | K   | Nubiska monument från Abu Simbel till File                      |
| 1979 | Luxor             | K   | Antikens Thebe och Konungarnas dal                              |
| 2002 | Sina al-Janubiyya | K   | Sankta Katarinaklostrets område                                 |
| 2005 | Faijum            | N   | Wadi al-Hitan (Valdalen)                                        |

## Elfenbenskusten[10]
| År   | Typ | Namn                               |
| ---- | --- | ---------------------------------- |
| 1981 | N   | Mount Nimbas strikta naturreservat |
| 1982 | N   | Taï nationalpark                   |
| 1983 | N   | Comoé nationalpark                 |

## Etiopien[11]
| År   | Typ | Namn                                       |
| ---- | --- | ------------------------------------------ |
| 1978 | K   | Klipphuggna kyrkor i Lalibela              |
| 1978 | N   | Simenbergens nationalpark                  |
| 1979 | K   | Fasil Ghebbi, Gondarregionen               |
| 1980 | K   | Aksum                                      |
| 1980 | K   | Awashs nedre dalgång                       |
| 1980 | K   | Omos nedre dalgång                         |
| 1980 | K   | Tiya                                       |
| 2006 | K   | Harar Jugol, den befästa historiska staden |
| 2011 | K   | Kulturlandskapet Konso                     |

## Gabon[12]
| År   | Typ | Namn                                                  |
| ---- | --- | ----------------------------------------------------- |
| 2007 | X   | Ekosystem och relikter i kulturlandskapet Lopé-Okanda |

## Gambia[13]
| År   | Typ | Namn                                  |
| ---- | --- | ------------------------------------- |
| 2003 | K   | James Island och näraliggande platser |
| 2006 | K   | Stencirklarna i Senegambia            |

## Ghana[14]
| År   | Typ | Namn                                                                  |
| ---- | --- | --------------------------------------------------------------------- |
| 1979 | K   | Fort och slott, Volta, Större Accra, Centralregionen och Västregionen |
| 1980 | K   | Ashantifolkets traditionella byggnader                                |

## Guinea[15]
| År   | Typ | Namn                       |
| ---- | --- | -------------------------- |
| 1981 | N   | Mount Nimbas naturreservat |

## Kamerun[16]
| År   | Typ | Namn               |
| ---- | --- | ------------------ |
| 1987 | N   | Djas faunareservat |

## Kanarieöarna(Spanien)[17]
| År   | Typ | Namn                       |
| ---- | --- | -------------------------- |
| 1986 | N   | Garajonay nationalpark     |
| 1999 | K   | San Cristóbal de La Laguna |
| 2007 | N   | Teide nationalpark         |

- För övriga världsarv i Spanien se Lista över världsarv i Europa

## Kap Verde[18]
| År   | Typ | Namn         |
| ---- | --- | ------------ |
| 2009 | K   | Cidade Velha |

## Kenya[19]
| År   | Typ | Namn                                                 |
| ---- | --- | ---------------------------------------------------- |
| 1997 | N   | Naturplatsen Mount Kenya nationalpark/naturliga skog |
| 1997 | N   | Turkanasjöns nationalparker (utvidgat 2001)          |
| 2001 | K   | Gamla stan i Lamu                                    |
| 2008 | K   | Mijikenda Kayaskogarna                               |
| 2011 | N   | Kenyas sjösystem i Östafrikanska gravsänkesystemet   |
| 2011 | K   | Fort Jesus, Mombasa                                  |

## Libyen[20]
| År   | Typ | Namn                               |
| ---- | --- | ---------------------------------- |
| 1982 | K   | Kyrenes arkeologiska plats         |
| 1982 | K   | Leptis Magnas arkeologiska plats   |
| 1982 | K   | Sabrathas arkeologiska plats       |
| 1985 | K   | Klippkonstområden i Tadrart Acacus |
| 1986 | K   | Gamla stan i Ghadamès              |

## Madagaskar[21]
| År   | Typ | Namn                                     |
| ---- | --- | ---------------------------------------- |
| 1990 | N   | Tsingy de Bemaraha strikta naturreservat |
| 2001 | K   | Kungshöjden i Ambohimanga                |
| 2007 | N   | Atsinananas regnskogar                   |

## Malawi[22]
| År   | Typ | Namn                      |
| ---- | --- | ------------------------- |
| 1984 | N   | Malawisjöns nationalpark  |
| 2006 | K   | Chongoni klippkonstområde |

## Mali[23]
| År   | Typ | Namn                               |
| ---- | --- | ---------------------------------- |
| 1988 | K   | Gamla städerna i Djenné            |
| 1988 | K   | Timbuktu                           |
| 1989 | X   | Bandiagraklippan (Dogonernas rike) |
| 2004 | K   | Askias grav                        |

## Marocko[24]
| År   | Typ | Namn                                          |
| ---- | --- | --------------------------------------------- |
| 1981 | K   | Medinan i Fez                                 |
| 1985 | K   | Medinan i Marrakech                           |
| 1987 | K   | Ksaren i Ait-Ben-Haddou                       |
| 1996 | K   | Historiska staden Meknes                      |
| 1997 | K   | Volubilis arkeologiska plats                  |
| 1997 | K   | Medinan i Tétouan (tidigare känd som Titawin) |
| 2001 | K   | Medinan i Essaouira (tidigare Mogador)        |
| 2004 | K   | Portugisiska staden Mazagan (El Jadida)       |

## Mauretanien[25]
| År   | Typ | Namn                                                     |
| ---- | --- | -------------------------------------------------------- |
| 1989 | N   | Banc d'Arguin nationalpark                               |
| 1996 | K   | Antika ksarerna Ouadane, Chinguetti, Tichitt och Oualata |

## Mauritius[26]
| År   | Typ | Namn                      |
| ---- | --- | ------------------------- |
| 2006 | K   | Aapravasi Ghat            |
| 2008 | K   | Kulturlandskapet Le Morne |

## Moçambique[27]
| År   | Typ | Namn          |
| ---- | --- | ------------- |
| 1991 | K   | Ön Moçambique |

## Namibia[28]
| 2007 | K | Twyfelfontein eller /Ui-//aes | 2013 | N | Namiböknen |

## Niger[29]
| 1991 | N | Aïr och Ténéré naturreservat |      |   |                           |
| 1996 | N | W nationalpark i Niger       | 2013 | K | Agadez historiska centrum |

## Nigeria[30]
| År   | Typ | Namn                    |
| ---- | --- | ----------------------- |
| 1999 | K   | Kulturlandskapet Sukur  |
| 2005 | K   | Osun-Osogbo heliga lund |

## Réunion(Frankrike)[31]
| År   | Typ | Namn                                              |
| ---- | --- | ------------------------------------------------- |
| 2010 | N   | Bergstoppar, kitteldalar och vallar på ön Reunion |

- För övriga världsarv i Frankrike se Lista över världsarv i Europa

## Sankta Helena, Ascension och Tristan da Cunha(Storbritannien)[32]
| År   | Typ | Namn                                 |
| ---- | --- | ------------------------------------ |
| 1995 | N   | Gough Island och Inaccessible Island |

- För övriga världsarv i Storbritannien se Lista över världsarv i Europa

## Senegal[33]
| År   | Typ | Namn                       |
| ---- | --- | -------------------------- |
| 1978 | K   | Ön Gorée                   |
| 1981 | N   | Djoudj fågelreservat       |
| 1981 | N   | Niokolo-Koba nationalpark  |
| 2000 | K   | Ön Saint-Louis             |
| 2006 | K   | Stencirklarna i Senegambia |
| 2011 | N   | Saloumdeltat               |
| 2012 | K   | Bassarilandet              |

## Seychellerna[34]
| År   | Typ | Namn                        |
| ---- | --- | --------------------------- |
| 1982 | N   | Aldabraatollen              |
| 1983 | N   | Vallée de Mai naturreservat |

## Sudan[35]
| År   | Typ | Namn                                       |
| ---- | --- | ------------------------------------------ |
| 2003 | K   | Gebel Barkal och platser i Napatanregionen |
| 2011 | K   | Fornminnen på ön Meroe                     |

## Sydafrika[36]
| År   | Typ | Namn                                                                        |
| ---- | --- | --------------------------------------------------------------------------- |
| 1999 | N   | iSimangaliso våtmarkspark                                                   |
| 1999 | K   | Robben Island                                                               |
| 1999 | K   | Hominida fossilområdena Sterkfontein, Swartkrans, Kromdraai och omgivningar |
| 2000 | X   | uKhahlamba / Drakensbergs park                                              |
| 2003 | K   | Kulturlandskapet Mapungubwe                                                 |
| 2004 | N   | Skyddade områden i Cape Floral Region                                       |
| 2005 | N   | Vredefortkratern                                                            |
| 2007 | K   | Botaniska kulturlandskapet Richtersveld                                     |

## Tanzania[37]
| År   | Typ | Namn                                    |
| ---- | --- | --------------------------------------- |
| 1987 | N   | Kilimanjaro nationalpark                |
| 1979 | X   | Ngorongoros reservatsområde             |
| 1981 | K   | Kilwa Kisiwanis och Songo Mnaras ruiner |
| 1981 | N   | Serengeti nationalpark                  |
| 1982 | N   | Selous viltreservat                     |
| 2000 | K   | Zanzibars stenstad                      |
| 2006 | K   | Kondoas klippkonstområden               |

## Togo[38]
| År   | Typ | Namn                                 |
| ---- | --- | ------------------------------------ |
| 2004 | K   | Koutammakou, Batammaribafolkets land |

## Tunisien[39]
| År   | Typ | Namn                                                 |
| ---- | --- | ---------------------------------------------------- |
| 1979 | K   | Amfiteatern i El Jem                                 |
| 1979 | K   | Platsen för Karthago                                 |
| 1979 | K   | Medinan i Tunis                                      |
| 1980 | N   | Ichkeul nationalpark                                 |
| 1985 | K   | Den puniska staden Kerkuan och dess begravningsplats |
| 1988 | K   | Kairouan                                             |
| 1988 | K   | Medinan i Sousse                                     |
| 1997 | K   | Dougga / Thugga                                      |

## Uganda[40]
| År   | Typ | Namn                                 |
| ---- | --- | ------------------------------------ |
| 1994 | N   | Bwindis ogenomträngliga nationalpark |
| 1994 | N   | Ruwenzoribergens nationalpark        |
| 2001 | K   | Bugandakungarnas gravar i Kasubi     |

## Zambia[41]
| År   | Typ | Namn                           |
| ---- | --- | ------------------------------ |
| 1989 | N   | Mosi-oa-Tunya / Victoriafallen |

## Zimbabwe[42]
| År   | Typ | Namn                                                         |
| ---- | --- | ------------------------------------------------------------ |
| 1986 | K   | Nationalmonumentet Stora Zimbabwe                            |
| 1986 | K   | Nationalmonumentet Khamiruinerna                             |
| 1984 | N   | Mana Pools nationalpark samt safariområdena Sapi och Chewore |
| 1989 | N   | Mosi-oa-Tunya / Victoriafallen                               |
| 2003 | K   | Matobo Hills                                                 |